# Saving Bikini Bottom: The Sandy Cheeks Movie
Saving Bikini Bottom: The Sandy Cheeks Movie е американска игрална анимация от 2024 г., базирана на анимационния сериал „Спондж Боб Квадратни гащи“ по идея на Стивън Хилънбърг. Режисьор е Лиза Джонсън, а сценарият е на Том Стърн и Каз. Озвучаващият състав се състои от Карълайн Лорънс, Том Кени, Кланси Браун, Бил Фагърбаки, г-н Лорънс, Роджър Бъмпас, Джони Ноксвил, Крейг Робинсън, Грей Делайл, Илайя Изорелис Паулино, Матю Кардаропъл и Уанда Сайкс. Сюжетът на филма проследява героите Санди и Спонджбоб, които отиват в Тексас, родния щат на Санди, за да спасят Бикини Ботъм от лапите на зъл директор. Това е един от първите спиноф филми с персонажите на „Спондж Боб“. 
Премиерата на филма излиза в стрийминг платформата „Нетфликс“ на 2 август 2024 г.

## Актьорски състав
- Карълайн Лорънс – Санди Чийкс
- Том Кени – Спондж Боб Квадратни гащи
- Господин Лорънс – Планктон / Омара Лари
- Лори Алън – Перла Рак
- Мери Джо Катлет – госпожа Пъф
- Кланси Браун – господин Рак
- Бил Фагърбаки – Патрик Стар
- Роджър Бъмпас – Сепия Пипалата
- Кристофър Хейгън – първи каубой
- Рио Александър – втори каубой
- Райън Беги – трети каубой
- Илайя Изорелис Паулино – Фийби
- Матю Кардаропъл – Кайл
- Уанда Сайкс – Сю Намий
  - Джамария Дейвис – младата Сю Намий
- Джил Тали – Карън
- Крейг Робинсън – татко Чийкс, бащата на Санди
- Грей Делайл – мама Чийкс (майката на Санди), баба Чийкс, Рауди Чийкс (брат на Санди) и Роузи Чийкс (сестра на Санди)
- Джони Ноксвил – Ранди Чийкс
- Кери Уолгрън – хлапе на SeaPals
- Майлс Хол – момче
- Джърси Джонстън – момиче